# برونو زانين
برونو زانين (بالإيطالية: Bruno Zanin)‏ (من مواليد 9 أبريل 1951) ممثل وكاتب إيطالي .

## روابط خارجية
- برونو زانين على موقع IMDb (الإنجليزية)
- برونو زانين على موقع قاعدة بيانات الفيلم (الإنجليزية)